# Club Balonmano Remudas Isla de Gran Canaria
Club Balonmano Remudas Isla de Gran Canaria ist der Name eines spanischen Vereins für Frauen-Handball. Er ist in Telde beheimatet. Nach dem Hauptsponsor ist der Verein auch als Rocasa Gran Canaria ACE bekannt.

## Geschichte
Der Verein wurde im Jahr 1978 auf Gran Canaria gegründet. Im Jahr 1989 gelang der Aufstieg in die División de Honor, die erste spanische Liga. Seit der Spielzeit 1989/1990 ist der Verein in dieser Liga aktiv.

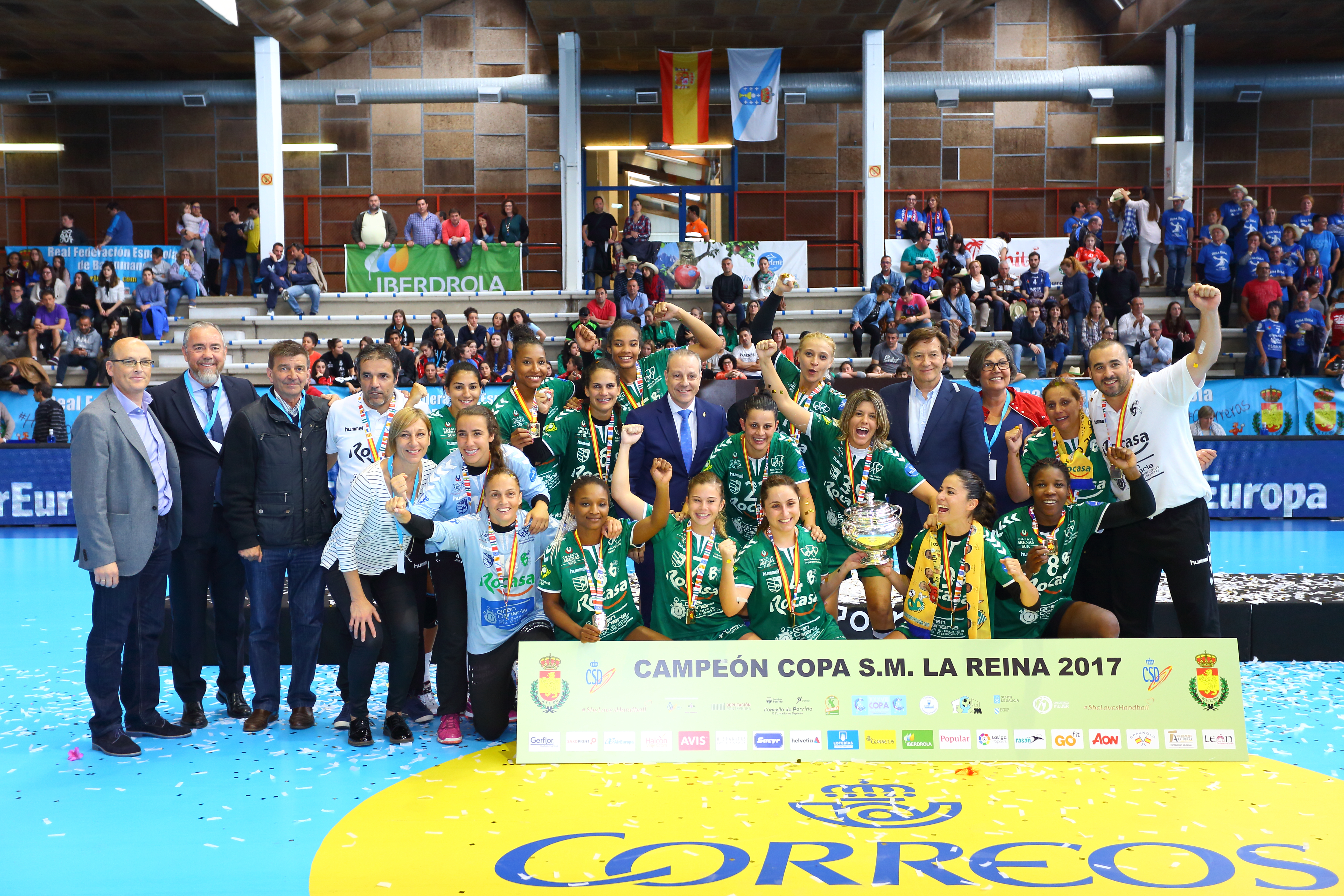
Die Frauen des Teams mit der Copa de la Reina, 1. Mai 2017

Im Jahr 2015 konnte der Verein erstmals die Copa de la Reina gewinnen. Im Jahr 2018 gewannen sie erstmals die Supercopa de España. 2019 wurde der Verein erstmals spanischer Meister.
International nahm die Mannschaft an europäischen Vereinswettbewerben teil, so am EHF-Pokal der Pokalsieger, der EHF Champions League sowie am EHF Challenge Cup, den das Team in den Spielzeiten 2015/2016 und 2018/2019 gewann, auch im Nachfolgewettbewerb EHF European Cup gelang in der Saison 2021/2022 der Sieg.
In der Spielzeit 2023/2024 schaffte die Mannschaft im European Cup 2023/2024 den Einzug ins Halbfinale, in der spanischen Liga 2023/2024 allerdings spielte der Verein in der zweiten Phase gegen den Abstieg.

## Erfolge
- 1 × Gewinn der spanischen Meisterschaft (2019)
- 2 × Gewinn des spanischen Pokalwettbewerbs (2015, 2017)
- 2 × Gewinn des spanischen Supercups (2018, 2020)
- 2 × Gewinn des EHF Challenge Cups (2016, 2019)
- 1 × Gewinn des EHF European Cups (2022)

## Spielerinnen
siehe Handballspielerinen des Club Balonmano Remudas Isla de Gran Canaria

## Trainer
Trainer der Mannschaft waren Robert Cuesta (Juni 2021 bis Januar 2023) sowie Juan Moreno (Februar bis Juni 2023).
Im Juni 2023 wurde Iñaki Ániz Trainer der ersten Mannschaft des Vereins. Ániz wurde im Januar 2024 vorzeitig entlassen und Antonio Moreno, Präsident des Vereins, übernahm das Training.
Im Februar 2024 wurde Carlos Herrera als neuer Trainer ab der Spielzeit 2024/2025 vorgestellt.